# دييغو دي لا كروز
دييغو دي لا كروز (بالإسبانية: Diego de la Cruz)‏ هو لاعب كرة قدم مكسيكي، ولد في 11 أبريل 1989. لعب مع نادي كيريتارو.

## وصلات خارجية
- دييغو دي لا كروز على موقع قاعدة بيانات كرة القدم.إي يو (الإنجليزية)
- دييغو دي لا كروز على موقع Soccerway.com (الإنجليزية)